# Beatrice Mintz
Beatrice Mintz   (Nova York, 24 de gener de 1921 - Elkins Park, 3 de gener de 2022) va ser una embriòloga estatunidenca que va contribuir a la comprensió de l'enginyeria genètica, la diferenciació cel·lular i el càncer, particularment el melanoma.
Mintz va ser pionera en les tècniques d'enginyeria genètica, i va estar entre les primeres científiques a generar mamífers tant quimèrics com transgènics. En 1996 va compartir amb Ralph L. Brinster el Premi March of Dimes en Biologia del Desenvolupament pel seu treball en el desenvolupament de ratolins transgènics. Gran part de la seva carrera es va desenvolupar en el Fox Chace Cancer Center de Filadèlfia, on va ser nomenada Presidenta Jack Schultz en Ciències Bàsiques. Mintz era membre de l'Acadèmia Nacional de Ciències dels Estats Units i de l'Acadèmia Pontifícia de les Ciències.

## Primers anys i educació
Beatrice Mintz va néixer el 1921 en el si d'una família jueva, sent els seus pares Samuel i Janie Stein Mintz. Es va graduar en el Hunter College en 1941 i va fer estudis de postgrau a la Universitat de Nova York durant un any. Des d'allí es va traslladar a la Universitat de Iowa, on va rebre un màster en 1944 i un doctorat en 1946, estudiant amfibis sota la direcció d'Emil Witschi.

## Recerca

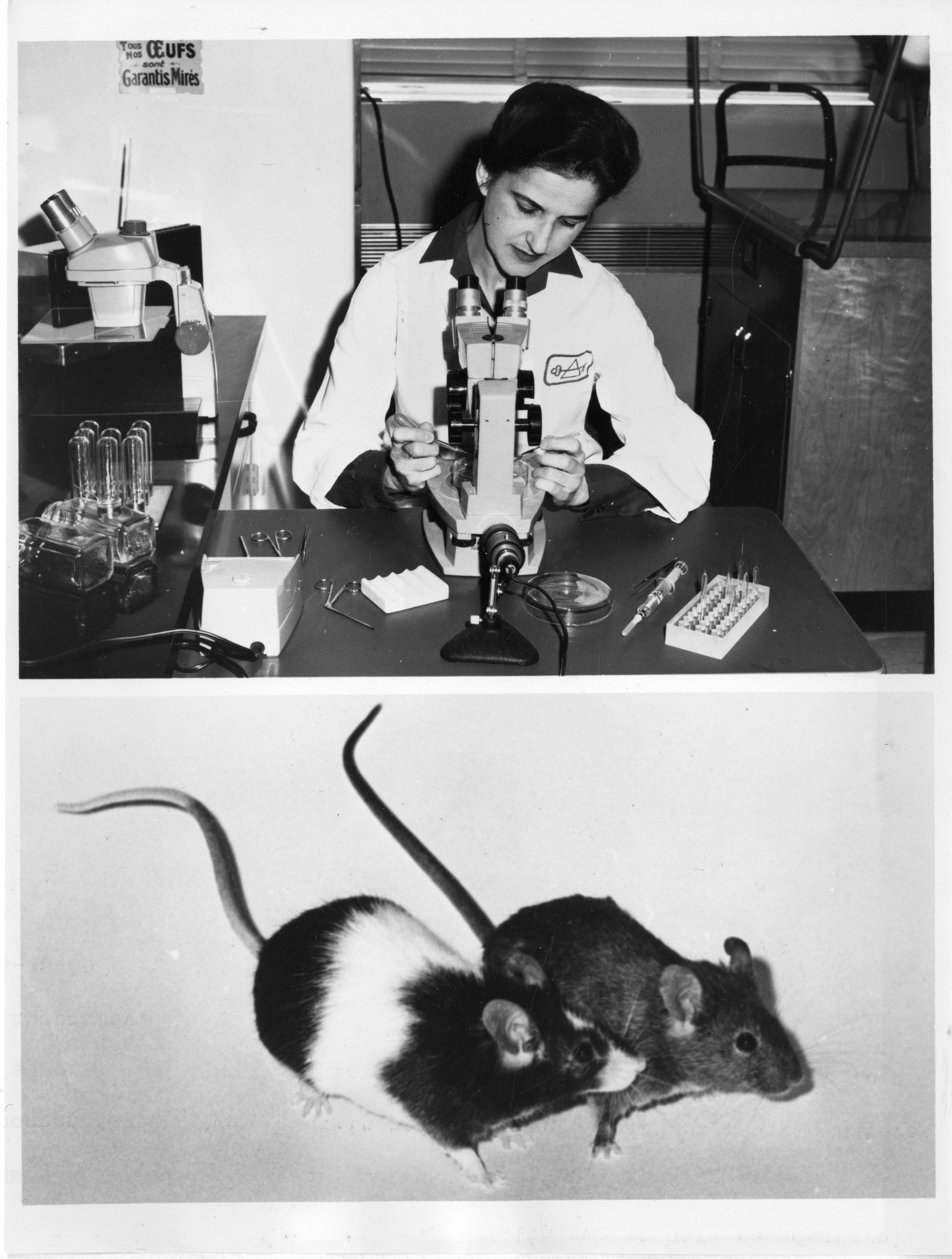
Beatrice Mintz i ratolins utilitzats per a recerca.

Després de la seva graduació, Mintz va acceptar una càtedra en Ciències Biològiques a la Universitat de Chicago, on va exercir entre 1946 i 1960. En 1951 va ser guardonada amb una beca de recerca Fulbright, la qual cosa li va permetre continuar els seus estudis a París i Estrasburg. A mitjans de la dècada del 1950, Mintz va canviar el seu enfocament de recerca dels amfibis als mamífers i es va convertir en pionera de la transgènesi en mamífers. En 1960 es va traslladar a l'Institut de Recerca del Càncer, que més tard es va convertir en el Fox Chase Cancer Center, on es troba com a membre facultativa. En 1965 es va convertir en professora a la Universitat de Pensilvània.
De manera independent, Mintz i Kristoph Tarkowski van desenvolupar en la dècada del 1960 el primer ratolí quimèric embrionari mitjançant l'agregació de dos embrions en l'estat de vuit cèl·lules. Els ratolins resultants es van desenvolupar normalment i els seus teixits eren una mescla de cèl·lules derivades de dos embrions donants. Mintz va arribar a crear embrions quimèrics viables amb blastòmers de fins a quinze ratolins de laboratori diferents. Va desenvolupar una tècnica que implicava barrejar cèl·lules d'un cep de ratolí negre en els blastocists de ratolins blancs o marrons in vitro. Els embrions eren traslladats a mares subrogants per a, després del naixement, traçar la contribució de cada tipus de cèl·lula implantada en la capa de color. La seva tècnica de fusió cel·lular va ser un èxit on uns altres havien fracassat perquè va triar per eliminar la zona pelúcida amb tractament de pronasa, en lloc de físicament. Des de 1967 Mintz ha creat més de 25 000 cries utilitzant aquesta tècnica.
En 1974, al costat de Rudolf Jaenisch, Mintz va publicar un important avanç tecnològic. Jaenisch era un investigador post-doctoral a la Universitat de Princeton i estava interessat a conèixer per què es produeixen determinats tipus de càncer en injectar ratolins adults amb determinats virus. Inspirat pel treball de Mintz, volia saber si la injecció de virus en embrions en etapa primerenca es traduiria en la seva incorporació a l'ADN, i quins tipus de càncer es produiria. Mintz va accedir a treballar amb Jaenisch, que es va unir al seu laboratori durant nou mesos. Junts van demostrar que l'ADN d'un virus, el Papovirus SV-40, podia integrar-se en l'ADN dels ratolins en desenvolupament i persistir en l'edat adulta sense la formació aparent de tumors. A pesar que només les cèl·lules somàtiques es van veure afectades, és a dir que l'ADN no seria transmès a les generacions futures, aquests van ser els primers ratolins que s'han fet amb ADN estrany, demostrant que podrien crear-se mamífers sans genèticament modificats per una infecció viral. Utilitzant aquestes tècniques, Mintz va poder establir la base genètica d'alguns tipus de càncer, i en 1993 va produir el primer model de ratolí de laboratori de melanoma maligne. Mitjançant aquesta recerca, Mintz buscava identificar les maneres de prevenir l'avanç i difusió d'aquesta malaltia.

## Honors
Mintz va rebre nombrosos premis i honors, incloent la primera medalla atorgada per la Genetics Society of America en 1981, i el primer Premi March of Dimes en Biologia del Desenvolupament, compartit amb Ralph L. Brinster, en 1996. Va ser triada membre de l'Acadèmia Americana de les Arts i les Ciències en 1982. Va obtenir el Premi Papanicolaou per a l'Assoliment Científic (1979), la Medalla d'Or d'Ernst Jung de Medicina (1990), la Medalla Nacional de la Societat Americana del Càncer de Recerca Bàsica (1997), un esment a la Millor Dona en la Ciència de l'Acadèmia de Ciències de Nova York en 1993 i, en 2008, va ser guardonada amb el Premi Perla Meister Greengard de la Universitat Rockefeller. En 2011 va rebre el Premi Szent-Gyorgi pel Progrés de la Recerca del Càncer i un any després el seu treball va ser honrat per l'Associació Americana de Recerca del Càncer